# Stictoptera trajiciens
Stictoptera trajiciens är en fjärilsart som beskrevs av Walker 1857. Stictoptera trajiciens ingår i släktet Stictoptera och familjen nattflyn. Inga underarter finns listade i Catalogue of Life.